# Shahr - e Kord
Shahr - e Kord este un oraș din Iran.